# 메이저 리그 사커
메이저 리그 사커(Major League Soccer, MLS)는 미국과 캐나다의 최상위 프로 축구 리그로, 미국 26개 팀과 캐나다 3개 팀으로 구성되어 있다. MLS의 정규 시즌은 2월말부터 10월 중순까지 진행되며, 각 팀은 34경기를 치른다. 정규 리그에서 가장 좋은 성적을 따낸 팀은 MLS 서포터스 실드를 수상하며, 정규 시즌에서 상위 12개 팀으로 기록된 팀은 11월부터 12월까지 열리는 MLS컵 플레이오프에 진출하게 된다. MLS 구단들은 US 오픈컵에 참가하며, 일부 캐나다 연고팀은 캐나다 챔피언십에도 참여한다.
국제 축구 연맹으로부터 1994년 FIFA 월드컵을 개최하는 조건으로 프로축구 리그 창설을 공약한 미국 축구 연맹는 1993년 12월에 축구 리그를 창설했고 그 후 준비 기간을 거쳐 1996년 10개 팀으로 시작하게 되었으며,  4월 6일 산호세 클래시와 D.C. 유나이티드와의 개막전을 시작으로 역사적인 첫 시즌을 시작하였다. 그러나 MLS는 초기에 운영에 있어서 재정적인  어려움을 겪었으며, 수백만 달러의 투자금을 잃고 경기장은 비어있었으며, 2002년에 두 팀이 경영을 포기했다. 그러나 현재 MLS는 29개팀으로 증가하였으며, 구단들은 축구 전용 경기장을 소유하기 시작하였다. MLS의 평균 관중은 내셔널 하키 리그 (NHL), 전미 농구 협회 (NBA)를 뛰어넘기 시작했다. 더불어 MLS는 TV 중계권을 확보하기 시작했으며, 지명 선수 규칙 (베컴 룰)을 적용시키며 각 구단들의 수익을 증대시키고 있다.
MLS는 특이하게도 독립적인 구단들의 협회로 구성되어 있지 않고, 리그 투자자들의 소유하에 놓인 구단들의 협력체로 구성되어있다. 또한 MLS는 강력한 멤버십으로 운영되고 있으며, 이로 하여금 대회 내에 승강제를 운영하지 않게끔 하고 있다. 승강제는 미국과 캐나다 대부분의 스포츠에서 운영되고 있지 않기도 하다. MLS의 본부는 뉴욕에 위치하고 있다.

## 역사
미국에 축구 리그가 생긴 것은 19세기 말 부터이지만, 꾸준한 흥행에는 성공하진 못했다. 하지만, 1968년부터 1984년까지 존재했던 북미 사커 리그에는 펠레, 프란츠 베켄바워, 요한 크라위프 등 세계적인 선수들이 활약하며 다소 인기를 누리기도 했으나, 미국 국적 선수들의 비중이 낮은데다가 미국 내 4대 프로스포츠(야구, 아이스하키, 농구, 미식축구)의 그늘에 가려 그 인기가 지속되지는 못했다.
그 후 1994년 미국 월드컵이 열리면서, 그것을 계기로 축구 리그 창설 분위기가 조성되었고, 1996년부터 10개 구단이 참가하는 메이저 리그 사커 (Major League Soccer)가 시작될 수 있었다. 당초 계획은 1995년 시작이었지만, 1994년 미국 월드컵 이후 준비기간이 너무 짧아 한 해가 미루어졌다. 1998년에 2개 구단이 더 생겼지만, 재정상의 이유로 탬파베이 뮤터니와 마이애미 퓨전 FC 2개 구단이 해체되면서 2002년 10개 구단으로 축소되었다. 2003년에는 홍명보가 로스앤젤레스 갤럭시에 입단하면서 한국인 최초로 MLS 선수가 되었다.
그러나 2004년에 2개 (CD 치바스 USA, 레알 솔트레이크), 2005년에 1개 (휴스턴 다이너모)의 구단이 더 창단되었고, 2007년부터 캐나다 온타리오 주 토론토의 토론토 FC가, 2008년부터 미국 캘리포니아주 산 호세를 연고지로 하는 산 호세 어스퀘이크스가, 2009년부터 미국 워싱턴주 시애틀의 시애틀 사운더스 FC가 참가하면서 15개의 구단이 리그를 구성하게 되었다. 2010년에는 펜실베이니아주 필라델피아를 연고로 하는 필라델피아 유니언 (2008년 창단)이 추가되어 16개 구단이 되었고 2011년에는 오리건주 포틀랜드를 연고로 하는 포틀랜드 팀버스 (2009년 창단)와 캐나다 브리티시컬럼비아 주 밴쿠버를 연고로 하는 밴쿠버 화이트캡스 (2009년 창단)가 더 참가하면서 18개 구단으로 확대되었다.
2012년에는 캐나다 퀘벡 주 몬트리올을 연고로 하는 몬트리올 임팩트 (2010년 창단)가 더 참가하면서 19개 구단이 되었으며, 2015년에는 미국 뉴욕주 뉴욕을 연고로 하는 뉴욕 시티 FC (2013년 창단)와 미국 플로리다주 올랜도를 연고로 하는 올랜도 시티 SC (2013년 창단)가 참가하여 20개 구단으로 운영되고 있다.
한편 2017년에는 애틀랜타 유나이티드 FC (2014년 창단)와  미네소타 유나이티드 FC (2015년 창단)가 참여하였다. 2018년에는 로스앤젤레스 FC (2014년 창단)가 리그 참가 예정이며 마이애미를 연고로 하는 마이애미 MLS 팀 (2014년 창단)은 리그 참가 기간을 곧 발표할 예정이다.

### 역대 커미셔너
| 대수 | 이름      | 임기          | 비고 |
| ---- | --------- | ------------- | ---- |
| 1    | 더그 로건 | 1996년−1999년 | 빈칸 |
| 2    | 돈 가버   | 1999년−현재   | 빈칸 |

## MLS 클럽
2025 시즌 메이저 리그 사커(MLS)는 27개의 미국 클럽과 3개의 캐나다 클럽까지 총 30개 클럽으로 구성되며, 지역에 따라 동부 컨퍼런스와 서부 컨퍼런스로 나뉘어 있다. (2000~2001년 시즌 동안은 중부 디비전도 존재하였다.)
| 클럽                   | 연고지(프랜차이즈)               | 홈구장 소재지             | 홈구장                      | 수용좌석      | 창단          | 첫시즌        |
| 동부 콘퍼런스          | 동부 콘퍼런스                    | 동부 콘퍼런스             | 동부 콘퍼런스               | 동부 콘퍼런스 | 동부 콘퍼런스 | 동부 콘퍼런스 |
| ---------------------- | -------------------------------- | ------------------------- | --------------------------- | ------------- | ------------- | ------------- |
| 애틀랜타 유나이티드 FC | 조지아주 애틀랜타                | 조지아주 애틀랜타         | 메르세데스-벤츠 스타디움    | 42,500명      | 2014년        | 2017년        |
| 샬럿 FC                | 노스캐롤라이나주 샬럿            | 노스캐롤라이나주 샬럿     | 뱅크 오브 아메리카 스타디움 | 38,000명      | 2019년        | 2022년        |
| 시카고 파이어 FC       | 일리노이주 시카고                | 일리노이주 시카고         | 솔저 필드                   | 24,995명      | 1997년        | 1998년        |
| FC 신시내티            | 오하이오주 신시내티              | 오하이오주 신시내티       | TQL 스타디움                | 26,000명      | 2018년        | 2019년        |
| 콜럼버스 크루          | 오하이오주 콜럼버스              | 오하이오주 콜럼버스       | 로우어닷컴 필드             | 20,371명      | 1994년        | 1996년        |
| D.C. 유나이티드        | 워싱턴 D.C.                      | 워싱턴 D.C.               | 아우디 필드                 | 20,000명      | 1994년        | 1996년        |
| 인터 마이애미 CF       | 플로리다주 마이애미              | 플로리다주 포트로더데일   | DRV PNK 스타디움            | 21,000명      | 2018년        | 2020년        |
| CF 몽레알              | 퀘벡주 몬트리올                  | 퀘벡주 몬트리올           | 사푸토 스타디움             | 19,691명      | 2010년        | 2012년        |
| 내슈빌 SC              | 테네시주 내슈빌                  | 테네시주 내슈빌           | 지오디스 파크               | 30,000석      | 2017년        | 2020년        |
| 뉴잉글랜드 레벌루션    | 그레이터 보스턴                  | 매사추세츠주 폭스버러     | 질레트 스타디움             | 20,000명      | 1994년        | 1996년        |
| 뉴욕 시티 FC           | 뉴욕주 뉴욕                      | 뉴욕주 뉴욕               | 양키 스타디움               | 30,321명      | 2013년        | 2015년        |
| 뉴욕 레드불스          | 뉴욕주 뉴욕                      | 뉴저지주 해리슨           | 레드불 아레나               | 25,000명      | 1994년        | 1996년        |
| 올랜도 시티 SC         | 플로리다주 올랜도                | 플로리다주 올랜도         | 인터앤코 스타디움           | 25,500        | 2013년        | 2015년        |
| 필라델피아 유니언      | 펜실베이니아주 필라델피아        | 펜실베이니아주 체스터     | 스바루 파크                 | 18,500명      | 2008년        | 2010년        |
| 토론토 FC              | 온타리오주 토론토                | 온타리오주 토론토         | BMO 필드                    | 28,351명      | 2005년        | 2007년        |
| 서부 콘퍼런스          |                                  |                           |                             |               |               |               |
| 오스틴 FC              | 텍사스주 오스틴                  | 텍사스주 오스틴           | Q2 스타디움                 | 20,738명      | 2018년        | 2021년        |
| 콜로라도 래피즈        | 콜로라도주 덴버                  | 콜로라도주 커머스시티     | 딕스 스포팅 구즈 파크       | 18,087명      | 1995년        | 1996년        |
| 휴스턴 다이너모        | 텍사스주 휴스턴                  | 텍사스주 휴스턴           | 쉘 에너지 스타디움          | 22,000명      | 2005년        | 2006년        |
| 스포팅 캔자스시티      | 캔자스주 캔자스시티              | 캔자스주 캔자스시티       | 칠드런즈 머시 파크          | 18,467명      | 1995년        | 1996년        |
| 로스앤젤레스 갤럭시    | 캘리포니아주 로스앤젤레스        | 캘리포니아주 카슨         | 디그니티 헬스 스포츠 파크   | 27,000명      | 1994년        | 1996년        |
| 로스앤젤레스 FC        | 캘리포니아주 로스앤젤레스        | 캘리포니아주 로스앤젤레스 | BMO 스타디움                | 22,000명      | 2014년        | 2018년        |
| 미네소타 유나이티드 FC | 미네소타주 미니애폴리스-세인트폴 | 미네소타주 미니애폴리스   | 알리안츠 필드               | 20,000명      | 2015년        | 2017년        |
| 포틀랜드 팀버스        | 오리건주 포틀랜드                | 오리건주 포틀랜드         | 프로비던스 파크             | 20,323명      | 2009년        | 2011년        |
| 레알 솔트레이크        | 유타주 솔트레이크시티            | 유타주 샌디               | 아메리카 퍼스트 필드        | 20,008명      | 2004년        | 2005년        |
| 산호세 어스퀘이크스    | 캘리포니아주 산호세              | 캘리포니아주 산호세       | 페이팔 파크                 | 18,000명      | 1994년        | 1996년        |
| FC 댈러스              | 텍사스주 댈러스                  | 텍사스주 프리스코         | 도요타 스타디움             | 21,193명      | 1995년        | 1996년        |
| 샌디에고 FC            | 캘리포니아주 샌디에고            | 캘리포니아주 샌디에고     | 스냅드래곤 스타디움         | 32,000명      | 2023년        | 2025년        |
| 시애틀 사운더스 FC     | 워싱턴주 시애틀                  | 워싱턴주 시애틀           | 루멘 필드                   | 38,500명      | 2007년        | 2009년        |
| 세인트루이스 시티 SC   | 미주리주 세인트루이스            | 미주리주 세인트루이스     | 시티파크                    | 22,423명      | 2019년        | 2023년        |
| 밴쿠버 화이트캡스 FC   | 브리티시컬럼비아주 밴쿠버        | 브리티시컬럼비아주 밴쿠버 | BC 플레이스                 | 21,500명      | 2009년        | 2011년        |

### 과거 클럽
| 클럽             | 연고지(프랜차이즈)        | 홈구장 소재지           | 홈구장                   | 수용좌석 | 리그 참가     |
| ---------------- | ------------------------- | ----------------------- | ------------------------ | -------- | ------------- |
| 탬파베이 뮤터니  | 플로리다주 탬파           | 플로리다주 탬파         | 레이먼드 제임스 스타디움 | 32,000명 | 1996년−2001년 |
| 마이애미 퓨전 FC | 플로리다주 마이애미       | 플로리다주 포트로더데일 | 록하트 스타디움          | 20,450명 | 1997년−2001년 |
| CD 치바스 USA    | 캘리포니아주 로스앤젤레스 | 캘리포니아주 카슨       | 스텁헙 센터              | 27,000명 | 2005년−2014년 |

## 흥행
아직 미국의 전통적인 4대 프로 스포츠인 프로미식축구 NFL, 프로야구 MLB, 프로농구 NBA, 프로아이스하키 NHL와 비교해 프로축구 MLS의 인기가 그리 높지 않다는 의견도 존재한다. 하지만 히스패닉 인구의 증가와, 사커 맘의 등장과 함께 주로 10대, 20대를 중심으로 젊은 층에서의 축구 리그 인기가 점차 높아지고 있다. 결정적인 흥행의 이유는 미국이 2010년 FIFA 월드컵에서 16강에 진출한 것이다. (물론 미국의 여자 축구는 세계 최강의 자리를 유지하고 있다.) MLS 리그가 발전되었다는 것을 알 수 있는 지표 중 하나는 평균 19,000명에 달하는 관중수다. 이에 미국에서는 2011년을 기준으로 축구가 아이스하키를 넘어 4대 스포츠로 진입했다는 여론이 생기기 시작했다. 또한 프로아이스하키 NHL의 선수 중 약 70% 정도가 캐나다인이라는 점과, 아이스하키라는 종목의 특성상 기온이 낮은 주에서만 경기를 수월하게 할 수 있다는 점도 고려의 대상이 됐다. 여기에 더해 MLS는 2005년부터 꾸준히 리그가 발전하기 시작하여 대물급 스타선수를 영입했다. 물론 은퇴 리그라는 오명을 갖고 있기는 하나, 계속되는 스타선수들의 MLS행은 MLS의 높은 리그 수준과 인기를 반증한다. 2006년 레알 마드리드에서 뛰던 데이비드 베컴을 영입하였고 2003년에는 홍명보, 2010년에는 티에리 앙리, 2011년에는 로비 킨, 2012년에는 이영표 2014년에는 프랭크 램파드, 다비드 비야, 카카, 2015년에는 안드레아 피를로, 2018년에는 즐라탄 이브라히모비치와 웨인 루니를 영입하였다. 특히 MLS의 많은 구단들이 FIFA 규격의 축구 전용 경기장을 보유하고 있고 글로벌 스포츠인 축구의 인기에 힘입어 축구 전용 경기장들의 수는 더 늘어날 예정이다. 현재 평균 관중수만으로는 NFL과 MLB에 이어 3위를 기록하며 메이저 스포츠 진입 가능성을 보여주었다. 마지막으로 앞서 언급한 2010년 남아공 월드컵에 이은, 2014 브라질 월드컵에서의 16강 재진출 성공과 다수의 젊은 유망주들의 유럽 빅리그 진출에 힘 입어 미국에서의 축구 인기는 더욱 높아지고 있는 추세다.

## 우승

### 시즌별 우승 구단
| 시즌 | MLS컵 (챔피언 결정전) | MLS 서포터스 실드 (정규리그 우승) |
| ---- | --------------------- | --------------------------------- |
| 1996 | D.C. 유나이티드       | 탬파베이 뮤터니                   |
| 1997 | D.C. 유나이티드       | D.C. 유나이티드                   |
| 1998 | 시카고 파이어         | 로스앤젤레스 갤럭시               |
| 1999 | D.C. 유나이티드       | D.C. 유나이티드                   |
| 2000 | 캔자스시티 위저즈     | 캔자스시티 위저즈                 |
| 2001 | 산호세 어스퀘이크스   | 마이애미 퓨전 FC                  |
| 2002 | 로스앤젤레스 갤럭시   | 로스앤젤레스 갤럭시               |
| 2003 | 산호세 어스퀘이크스   | 시카고 파이어                     |
| 2004 | D.C. 유나이티드       | 콜럼버스 크루 SC                  |
| 2005 | 로스앤젤레스 갤럭시   | 산호세 어스퀘이크스               |
| 2006 | 휴스턴 다이너모       | D.C. 유나이티드                   |
| 2007 | 휴스턴 다이너모       | D.C. 유나이티드                   |
| 2008 | 콜럼버스 크루 SC      | 콜럼버스 크루 SC                  |
| 2009 | 레알 솔트레이크       | 콜럼버스 크루 SC                  |
| 2010 | 콜로라도 래피즈       | 로스앤젤레스 갤럭시               |
| 2011 | 로스앤젤레스 갤럭시   | 로스앤젤레스 갤럭시               |
| 2012 | 로스앤젤레스 갤럭시   | 산호세 어스퀘이크스               |
| 2013 | 스포팅 캔자스시티     | 뉴욕 레드불스                     |
| 2014 | 로스앤젤레스 갤럭시   | 시애틀 사운더스 FC                |
| 2015 | 포틀랜드 팀버스       | 뉴욕 레드불스                     |
| 2016 | 시애틀 사운더스 FC    | FC 댈러스                         |
| 2017 | 토론토 FC             | 시애틀 사운더스 FC                |
| 2018 | 뉴욕 레드불스         | 애틀랜타 유나이티드 FC            |
| 2019 | 시애틀 사운더스 FC    | 로스앤젤레스 FC                   |
| 2020 | 콜럼버스 크루 SC      | 필라델피아 유니언                 |
| 2021 | 뉴욕 시티 FC          | 뉴잉글랜드 레벌루션               |
| 2022 | 로스앤젤레스 FC       | 로스앤젤레스 FC                   |
| 2023 | 콜럼버스 크루         | FC 신시내티                       |
| 2024 | 로스앤젤레스 갤럭시   | 인터 마이애미 CF                  |

### 클럽별 우승 횟수
| 클럽                   | 출전 | 우승 | 준우승 | 출전 연도                                                  |
| ---------------------- | ---- | ---- | ------ | ---------------------------------------------------------- |
| LA 갤럭시              | 10   | 6    | 4      | 1996, 1999, 2001, 2002, 2005, 2009, 2011, 2012, 2014, 2024 |
| D.C. 유나이티드        | 5    | 4    | 1      | 1996, 1997, 1998, 1999, 2004                               |
| 콜럼버스 크루 SC       | 4    | 3    | 1      | 2008, 2015, 2020, 2023                                     |
| 휴스턴 다이너모        | 4    | 2    | 2      | 2006, 2007, 2011, 2012                                     |
| 시애틀 사운더스 FC     | 4    | 2    | 2      | 2016, 2017, 2019, 2020                                     |
| 스포팅 캔자스시티      | 3    | 2    | 1      | 2000, 2004, 2013                                           |
| 시카고 파이어          | 3    | 1    | 2      | 1998, 2000, 2003                                           |
| 포틀랜드 팀버스        | 3    | 1    | 2      | 2015, 2018, 2021                                           |
| 토론토 FC              | 3    | 1    | 2      | 2016, 2017, 2019                                           |
| 산호세 어스퀘이크스    | 2    | 2    | 0      | 2001, 2003                                                 |
| 콜로라도 래피즈        | 2    | 1    | 1      | 1997, 2010                                                 |
| 레알 솔트레이크        | 2    | 1    | 1      | 2009, 2013                                                 |
| 로스앤젤레스 FC        | 2    | 1    | 1      | 2022, 2023                                                 |
| 애틀랜타 유나이티드 FC | 1    | 1    | 0      | 2018                                                       |
| 뉴욕 시티 FC           | 1    | 1    | 0      | 2021                                                       |
| 뉴잉글랜드 레볼루션    | 5    | 0    | 5      | 2002, 2005, 2006, 2007, 2014                               |
| 뉴욕 레드불스          | 2    | 0    | 2      | 2008, 2024                                                 |
| FC 댈러스              | 1    | 0    | 1      | 2010                                                       |
| 필라델피아 유니언      | 1    | 0    | 1      | 2022                                                       |

## 올스타전
1996년 7월 14일 자이언츠 스타디움에서 첫번째 올스타전이 개최었다.
올스타전 방식은 1996년~1997년, 1999년~2001년·2004년은 동부 올스타 대 서부 올스타 방식으로 하다가 1998년에는 MLS USA 대 MLS 월드 방식으로 변경하였으며, 2002년~2003년, 2005년~현재까지는 MLS 올스타 대 게스트 (2002년은 미국 축구 국가대표팀, 2003년·2005년~현재는 유럽리그 축구팀) 방식으로 올스타전을 개최되고 있다.

## 같이 보기
- 북미 사커 리그 (1968년)
- 북미 사커 리그